# Един от многото
Един от многото е двадесет и първият албум на Слави Трифонов и Ку-ку бенд. Излиза на пазара на 20 декември 2012 година. Той е дългоочакван, поради факта, че реално от 2008 не е издаван албум със собствени песни на изпълнителите, тъй като този, издаден през 2010 година – „Македония“, е само с народни песни без техни произведения.
Издаден е от компанията на Слави Трифонов – Seven-Eight Productions.

## Промоция и разпространение
Албумът е промотиран в изданията на „Шоуто на Слави“, като от 10 декември 2012 година в продължение на 5 дена зрителите имат шанса да чуят по една от песните в албума. Впоследствие, промоцията е продължена и на 17 и 19 декември 2012.
Част от песните са част и от новогодишното издание на „Шоуто на Слави“, излъчено на 31 декември 2012 от 20:00 часа по bTV.
Албумът се разпространява от 20 декември 2012 във верига бензиностанции „Лукойл“ като всеки може да си го закупи или първите 15 клиента за деня, които заредят поне 30 литра гориво в четвъртък и петък, го получават като безплатен подарък.
Тиражът на албума е ограничен – 45 000 броя.

## Успехи и постижения
- Видео с песента, изпълнена от Цветелина Грахич и представена в „Шоуто на Слави“ на 12 декември 2012, „Искам те пак“ е №1 в класацията за Топ 40 най-гледани видеоклипове за 13 декември 2012 в най-големия български сайт за видеосподеляне – Vbox7.com. До 17:00 часа на 14 декември клипът с изпълнението е гледан близо 102 000 пъти.[2]
- Видео с видеоклипа на „Време за глупости“, представен в „Шоуто на Слави“ на 17 декември 2012, се нарежда на 4-то място в класацията за ТОП 40 за 18 декември в същия сайт – Vbox7.com и до 21:00 часа на 19 декември е гледан малко над 50 000 пъти.[3]
- Видео с видеоклипа на „Искам те пак“, представен в „Шоуто на Слави“ на 2 януари 2013(по време на финала на „Разсмей Слави“), се нарежда на 1-во място в класацията за ТОП 40 за 3 януари в същия сайт – Vbox7.com и до 17:30 часа на 4 януари е гледан малко над 106 000 пъти.[4]

## Любопитни факти и информация
- Албумът е двадесет и първи по ред и включва 21 песни.
- Първоначално е обявено, че албумът ще бъде пуснат в продажба на 14 декември. Впоследствие Слави Трифонов заявява, че датата е променена – 20 декември 2012 г. Направено е с цел, албумът да бъде достъпен в цялата страна по едно и също време.
- Едноиментата песен „Един от многото“ е най-дълго правената някога песен от Ку-ку бенд – 4 години. Текстът на Ивайло Вълчев се е родил още през 2008 година, като първоначално е записан без музика. Дълго време след това Евгени Димитров – Маестрото прави музиката по мотиви на втора част от Седма симфония на Лудвиг ван Бетховен. Това заявява Евгени Димитров-Маестрото за статия на вестник „24 часа“.[5]

## Песни
Албумът включва 21 песни, като през лятото на 2012 година са записани само 12 от тях.
15 от песните имат видеоклипове. 6 от песните – „Нирвана кючек“, „Умна и красива“, „Любимец 13“, „Ти си“, „Оборотна“ и „Куче и котка“ бяха представени на 5 април 2012 като част от Колекция „Пролет-Лято“ 2012 на Слави Трифонов и Ку-Ку бенд.
Гост изпълнители са Деян Неделчев, Люси и Роксана.
| #  | Заглавие на песента       | Изпълнители                                           | Текст                           | Музика и аранжимент                                                                                                   | Времетраене | Видеоклип |
| -- | ------------------------- | ----------------------------------------------------- | ------------------------------- | --- | ----------- | --------- |
| 1  | Време за глупости         | Слави Трифонов и Борис Солтарийски                    | Мариета Ангелова                | музика: Борис Солтарийски, Цветан Спасов аранжимент: Цветан Спасов, Йордан Йончев – Гъмзата, Венелин Венков           | 03:46       | да        |
| 2  | Сефте                     | Йордан Йончев-Гъмзата                                 | Филип Станев                    | музика: народна, аранжимент: Иво Моллов                                                                               | 03:49       | да        |
| 3  | Нирвана кючек             | Слави Трифонов                                        | Филип Станев                    | музика: Йордан Йончев-Гъмзата, Слави Трифонов, аранжимент: Йордан Йончев – Гъмзата, Слави Трифонов, Евгени Димитров   | 04:04       | да        |
| 4  | Двама мъже и половина     | Йордан Йончев-Гъмзата и Деян Неделчев                 | Филип Станев                    | музика: Евгени Димитров – Маестрото и Йордан Йончев – Гъмзата аранжимент: Евгени Димитров – Маестрото и Йордан Йончев | 04:18       | да        |
| 5  | Искам те пак              | Цветелина Грахич                                      | Ивайло Вълчев                   | музика:Евгени Димитров – Маестрото аранжимент: Евгени Димитров – Маестрото и Ку-ку бенд                               | 04:05       | да        |
| 6  | Умна и красива            | Борис Солтарийски и Йордан Йончев – Гъмзата           | Ивайло Вълчев                   | музика: Спас Лазаров аранжимент: Спас Лазаров                                                                         | 03:23       | да        |
| 7  | Един от многото           | Слави Трифонов                                        | Ивайло Вълчев                   | по мотиви от втора част на Седма симфония на Лудвиг ван Бетховен, аранжимент: Евгени Димитров – Маестрото             | 04:45       | да        |
| 8  | Между трима               | Борис Солтарийски, Цветелина Грахич и Лилия Стефанова | Филип Станев, Борис Солтарийски | музика: Евгени Димитров аранжимент: Евгени Димитров                                                                   | 03:58       | не        |
| 9  | Акция                     | Слави Трифонов и Йордан Йончев                        | Лора Димитрова                  | музика:Йордан Йончев-Гъмзата аранжимент: Йордан Йончев, Евгени Димитров                                               | 04:03       | не        |
| 10 | Бранджелина               | Борис Солтарийски и Лилия Стефанова                   | Ивайло Вълчев                   | музика:Цветан Недялков аранжимент: Цветан Недялков, Евгени Димитров                                                   | 03:48       | не        |
| 11 | Пружината                 | Слави Трифонов                                        | Лора Димитрова                  | музика: Слави Трифонов, Йордан Йончев аранжимент:Слави Трифонов, Йордан Йончев, Венелин Венков, Евгени Димитров       | 04:02       | да        |
| 12 | Любимец 13                | Борис Солтарийски                                     | Лора Димитрова                  | музика: Николай Пашев аранжимент: Николай Пашев                                                                       | 03:05       | да        |
| 13 | Ти си                     | Слави Трифонов                                        | Ивайло Вълчев                   | музика: Слави Трифонов, Евгени Димитров аранжимент: Евгени Димитров                                                   | 03:10       | да        |
| 14 | Зайди, зайди              | Цветелина Грахич                                      | народен                         | музика: народна обработка: Евгени Димитров                                                                            | 04:16       | не        |
| 15 | Оборотна                  | Йордан Йончев-Гъмзата                                 | Мариета Ангелова, Георги Милчев | музика: Йордан Йончев аранжимент: Иво Моллов                                                                          | 03:25       | да        |
| 16 | Куче и котка              | Слави Трифонов                                        | Филип Станев                    | музика: Цветан Недялков аранжимент: Евгени Димитров, Цветан Недялков                                                  | 03:54       | да        |
| 17 | Лош герой                 | Йордан Йончев-Гъмзата                                 | Лора Димитрова                  | музика: Николай Пашев аранжимент: Спас Лазаров                                                                        | 03:37       | да        |
| 18 | По ръба                   | Слави Трифонов и Люси                                 | Лора Димитрова                  | музика: Спас Лазаров аранжимент: Спас Лазаров                                                                         | 03:41       | да        |
| 19 | Нямаш право               | Борис Солтарийски                                     | Ивайло Вълчев                   | музика: Спас Лазаров аранжимент: Спас Лазаров, Цветан Спасов, Венелин Венков                                          | 03:40       | да        |
| 20 | Давай                     | Георги Милчев-Годжи и Роксана                         | Лора Димитрова, Георги Милчев   | музика: Николай Пашев аранжимент: Спас Лазаров                                                                        | 03:28       | да        |
| 21 | Я кажи ми облаче ле, бяло | Лилия Стефанова и Цветелина Грахич                    | Ран Босилек                     | музика: народна аранжимент: Евгени Димитров, Георги Милчев, Цветан Недялков, Венелин Венков                           | 03:15       | не        |

## Екип и изпълнители

### Ку-Ку бенд
- Соло вокал: Слави Трифонов
- Соло и бекграунд вокали: Борис Солтарийски, Цветелина Грахич, Лилия Стефанова,Невена Цонева
- Клавишни инструменти: Евгени Димитров и Кристиан Илиев
- Бас китара: Георги Милчев-Годжи
- Електрически и акустични китари: Цветан Недялков и Иван Стоянов
- Кларинет: Илия Илиев
- Тромпет: Йордан Йончев-Гъмзата
- Тенор саксофон: Евгени Йотов
- Барабани: Венелин Венков
- Перкусии: Рейди Бризуела

### Гост музиканти и изпълнители
- Деян Неделчев
- Люси
- Роксана
- Берковската духова музика
- Борил Илиев-саксофон
- Деян Филков-саксофон
- Емил Халтъков, Ивайло Данаилов, Звезделина Йорданова-цигулка
- Христо Аролски, Боян Колев-виола

### Екип
- Изпълнителен продуцент: Цвети Григорова
- Музикален директор: Евгени Димитров
- Продуцент и издател: Седем-осми АД (Seven-Eight Production)

## Друго
- ВСИЧКИ ПЕСНИ ОТ АЛБУМА